# He Is
A He Is Brandy amerikai énekesnő harmadik, utolsó kislemeze harmadik, Full Moon című stúdióalbumáról. Csak az Egyesült Államokban jelent meg. A dal egy boldog szerelmes dal, ugyanakkor értelmezhető úgy is, hogy egy gyermek születéséről szól (Brandy a dal felvételekor várta első gyermekét), illetve, Campbell és Lilly dalszerzők rejtett szándéka szerint, úgy is, hogy Istenről szól. Már korábban is rá akarták venni Brandyt, hogy gospeldalt énekeljen, az énekesnő elutasította, Campbell és Lilly pedig ezzel a trükkel vették rá, hogy olyan dalt énekeljen, ami úgy is értelmezhető, mintha Istenről szólna.
Videóklip nem készült a dalhoz, és sok promócióra sem került sor, mert Brandy nem sokkal a He Is megjelenése előtt adott életet lányának, Sy’rainak. A kislemez nem került kereskedelmi forgalomba, csak a rádióknak küldték el. A Billboard Hot 100 slágerlistára nem került fel, de kisebb sikert aratott a R&B/Hip-Hop slágerlistán, ahol a 78. helyig jutott.

## Számlista
CD kislemez (USA)
1. He Is (Album version) – 4:21
2. He Is (Radio Remix 1) – 4:09
3. He Is (Radio Remix 2) – 4:09

## Helyezések
| Slágerlista (2002)                    | Legmagasabb helyezés |
| ------------------------------------- | -------------------- |
| USA Billboard Hot R&B/Hip-Hop Singles | 78                   |